# Szimfonikus zenekar

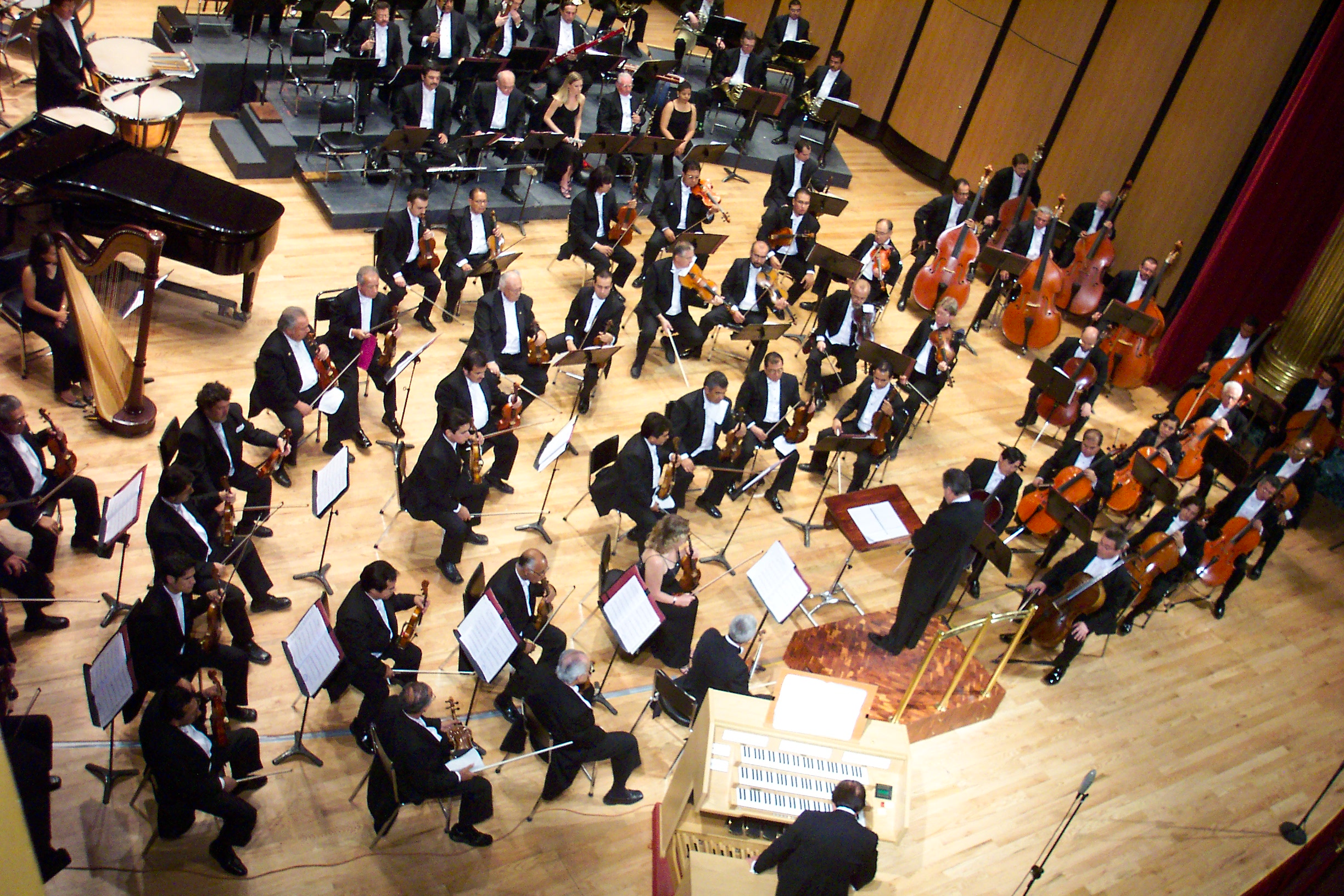
Szimfonikus zenekar

A szimfonikus zenekar nagyzenekari hangversenyek előadására alkalmas zenekar. Legfontosabb jellemzője a vonós hangszerek szólamainak megsokszorozása az énekkarban szokásoshoz hasonló módon: akárhány első hegedűs van is a zenekarban, rendszerint mindannyian azonos kottából játszanak; ugyanez vonatkozik a többi vonósszólamra, a második hegedűkre, a brácsákra, csellókra, nagybőgőkre. A szimfonikus zenekart karmester irányítja.

## A hangszerek modern elhelyezkedése
A közönséghez legközelebb a karmester áll. Régebben (például a barokk korban) karmester nem létezett, feladatát a koncertmester vagy a folyamatos basszust játszó csembalós töltötte be.
Közvetlenül mögötte vannak a vonósok:
- hegedűk: kb. 10 fő az első, 8 fő a második hegedű;
- brácsák: kb. 6 fő;
- csellók: kb. 8 fő;
- nagybőgők: kb. 5 fő.

Ez a csoport alkotja a vonószenekart, esetleg kiegészítve egy csembalóval.
Következnek a fúvós hangszerek.
A vonósok mögött ülnek a fafúvósok:
- 1 piccolo
- 1-2 fuvola
- 1-2 oboa
- 1 angolkürt
- 1-2 klarinét
- 1 basszusklarinét
- 1-2 fagott
- 1 kontrafagott

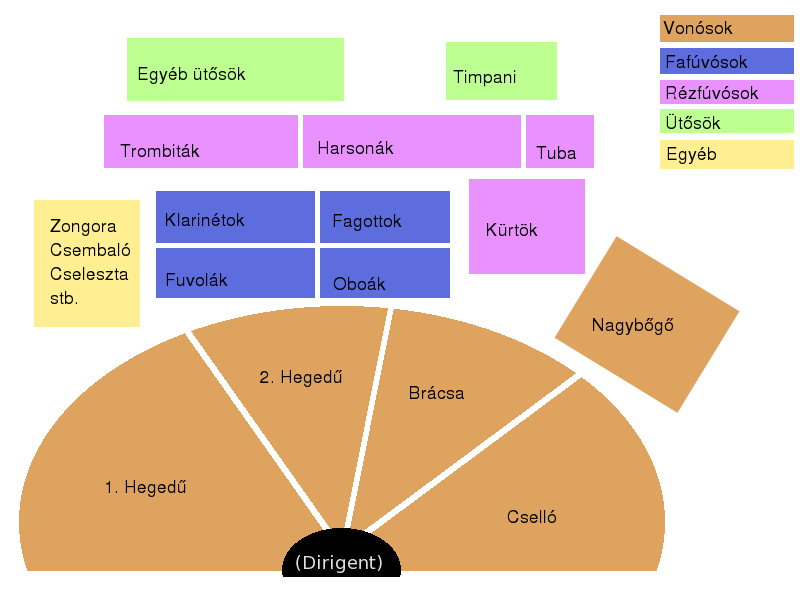
A zenekar egy szokásos elrendezése

Őket követi a rézfúvós részleg. A kürtök időnként a fafúvósokkal egy sorban vannak.
- 1-4 kürt
- 1-4 trombita
- 2-3 tenorharsona
- 1 basszusharsona
- 1 tuba

Az utolsó sorban az ütőhangszerek következnek:
- pergődob
- üstdob
- nagydob
- harangjáték
- stb.

Ők alkotják a szimfonikus zenekart, nagy ritkán zongorával kiegészítve.

### A hangolás menete
A zenekarok esetében igen fontos szerepe van a hangolás megszervezésének, ez főleg a nagyobb létszámú zenekarokra igaz.
A hangolás (általában) így zajlik:
1. Az oboa ad egy A hangot. Azért az oboa, mert hangolás szempontjából ez a legkevésbé rugalmas hangszer, mivel nemigen tud eltérni eleve adott hangjától, a többi hangszer hozzá idomul. Ezután hozzá hangol a másik oboa, aztán jön a fuvola, klarinét, fagott, és szép sorjában a fafúvós hangszerek.
2. Még mindig az oboa, de most F hangot ad a kürtöknek: erre hangol az első kürt, majd sorban utána a többiek. Néha az oboa nem F-et, hanem A-t ad; ez a kürtök típusától függ.
3. Ezután az oboa B hangot fúj a trombitáknak és harsonáknak, a tubának és az esetleg ezen kívül szereplő rézfúvósoknak. Ez szintén változhat D-re, mint a kürtnél.
4. Következik a koncertmester: kap egy A hangot az oboától, majd behangol.
5. A koncertmester továbbadja az A hangot a többi vonósnak, akik behangolnak.

Ha szerepel zongora, akkor a menet annyiban módosul, hogy az A-t a zongora adja.
Az ütősöket még a színfalak mögött hangológéppel hangolják be. Mindenkinél hamarabb kezdi a felkészülést a hárfás. Mivel hangszerének hangolása igen hosszadalmas, legalább egy órával az előadás előtt már a színpadon van, olyankor, amikor a terem még teljesen üres.
Ha a koncerten zongora vagy csembaló is szerepel, azt hivatásos hangoló készíti elő. Aki korán érkezik a hangversenyre, az találkozhat vele.
A fúvós hangszerek egy részét, elsősorban a rézfúvósokat, koncert előtt bemelegítik, „befújják”.
A melegítés szót ebben az esetben szó szerint kell érteni. Koncert előtt általában rézfúvós skáláktól hangosak a kisebb gyakorló termek.

## A nagyzenekar kialakulása
A mai nagy, szimfonikus zenekarok gyökerei a 17. századba nyúlnak vissza. 1680 és 1740 között a helyi (városi, udvari, egyházi) zenekarok számos egyedi specialitással rendelkeztek, de néhány jegyük azonos volt, ill. azonos irányba fejlődött. Növekedett a vonósok létszáma, a reneszánsz korban kialakult és használt fúvós hangszereket leváltották a francia típusú barokk furulyák, fuvolák, oboák, fagottok, a párban használt kürtök. Ez a folyamat Franciaországban és Itáliában kezdődött, majd Anglia és a német területek következtek 1700 körül. A létszám növekedésével nagyobb hangsúlyt kapott a zenekar szervezése és fenntartása. Ebben az időben alakultak ki a szólamvezetői posztok is. A hangzás magját a vonósok adták.
A klasszikus korban a vonós hangzás még mindig egyeduralkodó, ám a korszak egyáltalán nem volt egységes. A kezdeti időszakban (1740–1780) egy tipikus zenekar vonósokból, két oboából, két kürtből egy vagy két fagottból és egy billentyűs hangszerből (csembaló vagy orgona) állt. A trombita és az üstdob használata alkalminak volt tekinthető.
A hegedűk már két azonos méretű csoportban játszottak. A csellók, a fagott, a nagybőgő és a billentyűs hangszer alsó szólama általában azonos volt. Ritkán kaptak önálló szerepet. Az oboista rendszerint játszott fuvolán is, ami megmagyarázza, hogy a korabeli gyakorlatban e két hangszer ritkán szólt együtt. Ilyen összetételű együttes működött az operákban, a prózai színházakban, magán és nyilvános koncerteken, az egyházi szolgálatokon és a táncos ünnepségeken. Különleges alkalmakra megnövelték a vonósok létszámát és megkettőzték a fúvósokat. Az ülésrend még nem alakult ki véglegesen. A 18. század során a nyomtatott zenekari partitúrák általában 8 sorosak voltak, azaz csak a vonósokat (4 sor) és az oboákat (2 sor) valamint a kürtöket (2 sor) rögzítették. A hozzáadott szólamokat kézzel jegyezték be. Ez is jelzi, hogy mely hangszerek játszották ekkoriban a vezető szerepet a zenekarban.
A század utolsó két évtizedében vált egyre gyakoribbá a fuvola, a klarinét, a trombiták és az ütősök. A klasszikus fénykor zenekara már vonósokból, négy dupla fafúvósból, kürtökből, trombitákból és timpaniból állt. Ám meg kell jegyezni, hogy például Joseph Haydn, aki több mint 100 szimfóniát írt, mindössze négy kései művében él ezzel a zenekari „arzenállal”, és Wolfgang Amadeus Mozart is csak két alkalommal (Párizsi szimfónia és Haffner szimfónia), pedig ő is több mint 50 szimfonikus jellegű darabot komponált. Ludwig van Beethoven és néhány kortársa (Etienne Nicolas Méhul, Gaspare Spontini, Gioachino Rossini) már a fenti összetételt tekintették kiindulásnak, és ezt alkalmanként még bővítették is (négy kürt, harsonák stb.). A zenekarokat, miután a billentyűs játékos (aki sokszor maga a zeneszerző volt) kiszorult az együttesből, az első hegedűs irányította.
A 18. században már volt néhány jelentős, nyilvános koncertterem, de az előadások helyszíne többnyire a színház, a paloták nagytermei, nagyobb rezidenciák halljai voltak. A század második felében virágoztak ki a nagyobb városokban a későbbi nyilvános zenei élet alapjait megteremtő koncert-sorozatok, mint például a párizsi Concert Spirituel, a lipcsei Nagy Koncertek, vagy a Bach-Abel koncertek Londonban.
Ezeket a koncerteket jegyvásárlás ellenében bárki látogathatta, ami alapvető változást jelentett nemcsak a zenekarok életében, de az egész európai zenekultúra jövője szempontjából is. A romantika kora a szimfonikus zenekar történetének legpezsgőbb időszaka. A zenekarok száma Európa-szerte rohamosan növekedett. A frissen alapított zenei konzervatóriumok jól képzett muzsikusok százait bocsátották ki. A hangszerek technikai értelemben fejlődtek, legtöbbjük ebben az időszakban nyeri el ma is ismert alakját. A zenekarban való játék hivatássá vált, megélhetést biztosított a zenészek számára anélkül, hogy szolgálatot kellett volna vállalniuk egy arisztokrata udvarban, vagy az egyháznál. A zenészek egyesületekbe (a majdani szakszervezetek elődjébe) tömörültek. A koncertzenekarok függetlenül, üzleti alapon szervezték fellépéseiket, de a mecenatúrának továbbra is döntő szerepe volt. A műsor összeállításakor kezdtek kialakulni a ma is ismert programszerkezetek (Nyitány, versenymű, szimfónia) vagy a szórakoztató összeállítások rövid darabokból, ismert operák népszerű részleteiből.
A 19. században két alaptípusa volt a zenekaroknak: a színházi és a koncertzenekar. A század első évtizedeiben körülbelül 60 zenészből állt egy nagyobb zenekar, mint például a Milánói Scala zenekara, a drezdai udvari zenekar, vagy a Londoni Filharmonikusok. Ez a létszám az 1890-es évekre már 90 fölé emelkedett.
A mai világhírű zenekarok közül sokat a 19. században alapítottak. Például a Londoni Filharmonikusokat 1813-ban, hivatásos zenészek egyesületeként. Többségük különböző londoni színházakban zenélt. A Bécsi Filharmonikusokat 1842-ben hozták létre, szintén hivatásos muzsikusokból. Szervezeti felépítésük az önkormányzatiságon alapult. A Pest-Budai Filharmonikusok (1853), a Zürichi Tonhalle Zenekara (1868), a Berlini Filharmonikusok, az Amszterdami Concertgebouw Zenekar (1888), a Bostoni Szimfonikus Zenekar (1891) és a Müncheni Filharmonikusok (1893) koncerttársaságokként jöttek létre.

## Magyarországi professzionális szimfonikus zenekarok
```
Budapesten
```

- Budafoki Dohnányi Ernő Szimfonikus Zenekar
- Budapesti Fesztiválzenekar
- Budapesti Filharmóniai Társaság Zenekara
- Concerto Budapest
- Danubia Zenekar
- Magyar Rádió Szimfonikus Zenekara
- MÁV Szimfonikus Zenekar
- Nemzeti Filharmonikus Zenekar